# 陈又遵
陈又遵（1925年9月—2022年1月8日），男，湖南常德人，中华人民共和国民法学家、政治人物，曾任内蒙古自治区政协副主席，第八届全国政协委员。

## 生平
1951年6月毕业于北京大学法律系，先后在绥远省人民法院、内蒙古自治区司法厅、内蒙古自治区高级人民法院工作。1981年1月参与筹建内蒙古大学法律系，任法律系（法学院）教授、民法教研室主任、民商法硕士研究生导师等职。1989年3月加入中国民主建国会，任民建内蒙古自治区委员会筹备组组长。1990年11月当选中国民主建国会第一届内蒙古自治区委员会主任委员。1988年至1993年，任内蒙古自治区政协第六届委员会常务委员。1993年至1998年，任内蒙古自治区政协第七届委员会副主席。2001年6月退休。2022年1月8日在呼和浩特逝世。

## 社会兼职
中国法学会民法经济法研究会理事，内蒙古法学会常务理事、名誉会长、顾问，内蒙古法学会民法经济法研究会副会长，内蒙古哲学社会科学联合会常务理事。